# Juris Šics
Juris Šics (* 26. April 1983 in Sigulda, Lettische SSR, Sowjetunion) ist ein ehemaliger lettischer Rennrodler, der 19 Jahre lang im Weltcup aktiv war, davon 17 Jahre zusammen mit seinem Bruder Andris.

## Werdegang
Juris Šics ist der Bruder des Rennrodlers Andris Šics, mit dem er seit der Saison 2004/05 ein Rennrodel-Doppel bildet. Daneben tritt er auch mit weniger Erfolg im Einsitzer an.
Er begann 1998 mit dem Rennrodeln und gehört seitdem auch dem Nationalkader an. Seit 2003 tritt er in internationalen Rennen an. Erster nennenswerter Erfolg war der zehnte Platz im Doppelsitzer bei den Rennrodel-Weltmeisterschaften 2004 in Nagano, den er jedoch noch mit Sandris Bērziņš erreichte. Mit dem Team Lettlands wurde er Fünfter.
Bei der folgenden WM in Park City wurde er, zusammen mit seinem Bruder, Zehnter im Doppel. Dieselbe Platzierung erreichten sie bei den Rennrodel-Weltmeisterschaften 2007. 2006 traten sie bei den Olympischen Winterspielen von Turin an und wurden Siebte.
Bei der Europameisterschaft 2006 in Winterberg wurde das Doppel Šics/Šics Fünftplatzierte und sie gewannen mit der Mannschaft die Bronzemedaille. Im Gesamtweltcup 2005/06 belegten sie den Neunten, 2006/07 den achten Rang.
Mit der Mannschaft gewann er bei der Rennrodel-Europameisterschaft 2008 in Cesana überraschend die Goldmedaille.
Im Doppelsitzer errang er mit seinem Bruder Andris bei den Olympischen Winterspielen 2010 die Silbermedaille und 2014 die Bronzemedaille. Bei den Rennrodel-Europameisterschaften 2018 auf der Heimbahn im lettischen Sigulda fuhr er im Doppelsitzer gemeinsam mit seinem Bruder auf den zweiten Platz.
Nach der Saison 2021/22 beendeten die beiden Brüder ihre Karriere.

## Erfolge

### Weltcupsiege
Teamstaffel (inoffiziell)
| Nr. | Datum         | Ort     | Bahn                                              |
| --- | ------------- | ------- | ------------------------------------------------- |
| 1.  | 26. Nov. 2005 | Sigulda | Rennrodel- und Bobbahn Sigulda                    |
| 2.  | 9. Dez. 2006  | Calgary | Bob- und Rennschlittenbahn im Canada Olympic Park |